# Функція Ейлера

Перша тисяча значень

Функція Ейлера {\displaystyle \varphi (n)}, де {\displaystyle n} — натуральне число, —  це цілочисельна функція, яка показує кількість натуральних чисел, що не є більшими за {\displaystyle n} і взаємно простих з ним. Функцію Ейлера можна подати у вигляді так званого добутку Ейлера:
{\displaystyle \varphi (n)=n\prod _{p\mid n}\left(1-{\frac {1}{p}}\right),}
де {\displaystyle p} — просте число.
Функція Ейлера широко застосовується в теорії чисел та криптографії. Зокрема відіграє значну роль у визначенні алгоритму шифрування RSA.

## Деякі значення функції
| {\displaystyle \varphi (n)} | +0 | +1 | +2 | +3 | +4 | +5 | +6 | +7 | +8 | +9 |
| --------------------------- | -- | -- | -- | -- | -- | -- | -- | -- | -- | -- |
| 0+                          |    | 1  | 1  | 2  | 2  | 4  | 2  | 6  | 4  | 6  |
| 10+                         | 4  | 10 | 4  | 12 | 6  | 8  | 8  | 16 | 6  | 18 |
| 20+                         | 8  | 12 | 10 | 22 | 8  | 20 | 12 | 18 | 12 | 28 |
| 30+                         | 8  | 30 | 16 | 20 | 16 | 24 | 12 | 36 | 18 | 24 |
| 40+                         | 16 | 40 | 12 | 42 | 20 | 24 | 22 | 46 | 16 | 42 |
| 50+                         | 20 | 32 | 24 | 52 | 18 | 40 | 24 | 36 | 28 | 58 |
| 60+                         | 16 | 60 | 30 | 36 | 32 | 48 | 20 | 66 | 32 | 44 |
| 70+                         | 24 | 70 | 24 | 72 | 36 | 40 | 36 | 60 | 24 | 78 |
| 80+                         | 32 | 54 | 40 | 82 | 24 | 64 | 42 | 56 | 40 | 88 |
| 90+                         | 24 | 72 | 44 | 60 | 46 | 72 | 32 | 96 | 42 | 60 |

## Властивості
1. {\displaystyle \varphi (p^{n})=(p-1)p^{n-1}}, якщо {\displaystyle p} — просте число;[1]
2. {\displaystyle \varphi (mn)=\varphi (m)\varphi (n)}, якщо {\displaystyle m} і {\displaystyle n} взаємно прості. Тобто Функція Ейлера мультиплікативна;[2]
3. {\displaystyle a^{\varphi (m)}\equiv 1{\pmod {m}}}, якщо {\displaystyle a} і {\displaystyle m} взаємно прості. Докладніше: Теорема Ейлера.[3]
4. {\displaystyle \varphi (m^{k})=m^{k-1}\varphi (m);}
5. {\displaystyle mn=(m,\;n)[m,\;n]}, {\displaystyle \varphi (m)\varphi (n)=\varphi ((m,\;n))\varphi ([m,\;n])}, {\displaystyle \varphi (mn)\varphi ((m,\;n))=\varphi (m)\varphi (n)(m,\;n)}, якщо {\displaystyle [m,\;n]} — найменше спільне кратне, a {\displaystyle (m,\;n)} — найбільший спільний дільник.

## Асимптотичні відношення
1. {\displaystyle {\frac {Cn}{\ln \ln n}}\leqslant \varphi (n)\leqslant n,} де {\displaystyle C} — деяка константа;
2. {\displaystyle \sum _{n\leqslant x}\varphi (n)={\frac {3}{\pi ^{2}}}x^{2}+O(x\ln x);}
3. {\displaystyle \sum _{k=1}^{n}{\frac {k}{\varphi (k)}}=O(n);}
4. {\displaystyle \sum _{k=1}^{n}{\frac {1}{\varphi (k)}}=O(\ln n).}

## Комп'ютерна реалізація

### C++
```
int
 
phi
(
int
 
n
)
 
{

	
int
 
ret
 
=
 
1
;

	
for
(
int
 
i
 
=
 
2
;
 
i
 
*
 
i
 
<=
 
n
;
 
++
i
)
 
{

		
int
 
p
 
=
 
1
;

		
while
(
n
 
%
 
i
 
==
 
0
)
 
{

			
p
 
*=
 
i
;

			
n
 
/=
 
i
;

		
}

		
if
((
p
 
/=
 
i
)
 
>=
 
1
)
 
ret
 
*=
 
p
 
*
 
(
i
 
-
 
1
);

	
}

	
return
 
--
n
 
?
 
n
 
*
 
ret
 
:
 
ret
;

}

```

### Pascal
```
function
 
gcd
 
(
A
,
B
:
 
longint
)
:
 
longint
;

begin

  
while
 
(
A
 
<>
 
B
)
 
do

  
begin

    
if
 
(
A
 
>
 
B
)
 
then
 

      
Dec
(
A
,
 
B
)

    
else
 

      
Dec
(
B
,
 
A
)
;

  
end
;

  
gcd
 
:=
 
A
;

end
;

var

  
N
:
 
longint
;

  
I
,
A
:
 
longint
;

begin

  
WriteLn
 
(
'Input N: '
)
;

  
ReadLn
 
(
N
)
;

  
A
 
:=
 
0
;

  
for
 
I
 
:=
 
1
 
to
 
N
-
1
 
do

    
if
 
(
gcd
(
I
,
 
N
)
 
=
 
1
)
 
then

      
Inc
 
(
A
)
;

  
WriteLn
 
(
'The Euler Function of N is: '
,
 
A
)
;

  
ReadLn
;

end
.

```

### Python
```
def
 
euler_function
(
n
):

    
ret
 
=
 
1

    
i
 
=
 
2

    
while
 
i
*
i
 
<=
 
n
:

        
p
 
=
 
1

        
while
 
not
 
n
 
%
 
i
:

            
p
 
*=
 
i

            
n
 
//=
 
i

        
p
 
//=
 
i

        
if
 
p
 
>=
 
1
:

            
ret
 
=
 
ret
 
*
 
p
 
*
 
(
i
 
-
 
1
)

        
i
 
+=
 
1

    
n
 
-=
 
1

    
return
 
n
 
*
 
ret
 
if
 
n
 
else
 
ret

```

### Ruby
```
def
 
euler_function
(
n
):

    
ret
 
=
 
1

    
for
 
i
 
in
 
range
(
2
,
 
math
.
floor
(
n
**
0
.
5
)):

        
p
 
=
 
1

        
while
 
not
 
n
 
%
 
i
:

            
p
 
*=
 
i

            
n
 
/=
 
i

        
p
 
/=
 
i

        
if
 
p
 
>=
 
1
:

            
ret
 
=
 
ret
 
*
 
p
 
*
 
(
i
 
-
 
1
)

    
n
 
-=
 
1

    
return
 
n
 
*
 
ret
 
if
 
n
 
else
 
ret

```